# Vincitori delle tappe dell'ITTF World Tour
In questa voce sono elencati i vincitori delle tappe dell'ITTF World Tour che rappresenta l'insieme dei tornei di tennistavolo organizzati dall'ITTF, in cui si determinano le posizioni del ranking mondiale. 
| Continente | Paese |
| ---------- | --- |
| Africa     | Egitto · Marocco · Nigeria |
| America    | Argentina · Brasile · Canada · Cile · Paraguay · Stati Uniti d'America |
| Asia       | Cina · Corea del Nord · Corea del Sud · Emirati Arabi Uniti · Filippine · Giappone · Hong Kong · India · Indonesia · Kuwait · Libano · Malaysia · Oman · Qatar · Singapore · Taiwan · Thailandia                                      |
| Europa     | Austria · Belgio · Bielorussia · Bulgaria · Croazia · Danimarca · Francia · Germania · Grecia · Inghilterra · Italia · Paesi Bassi · Polonia · Portogallo · Repubblica Ceca · Russia · Serbia · Spagna · Slovenia · Svezia · Ungheria |
| Oceania    | Australia |

## Open d'Argentina ITTF
| Anno Luogo        | Singolare maschile | Singolare femminile | Doppio maschile             | Doppio femminile        |
| ----------------- | ------------------ | ------------------- | --------------------------- | ----------------------- |
| 2015 Mendoza      | Eric Jouti         | Jeon Ji-hee         | Gaston Alto Pablo Tabachnik | Jeon Ji-hee Yang Hae-un |
| 2014 Buenos Aires | Zhu Cheng          | He Zhuojia          | non disputato               | non disputato           |

## Open d'Australia ITTF
| Anno Luogo      | Singolare maschile | Singolare femminile | Doppio maschile              | Doppio femminile             |
| --------------- | ------------------ | ------------------- | ---------------------------- | ---------------------------- |
| 2019 Geelong    | Xu Xin             | Sun Yingsha         | Jeoung Young-sik Lee Sang-su | Chen Meng Wang Manyu         |
| 2018 Geelong    | Xu Xin             | Liu Shiwen          | Jeoung Young-sik Lee Sang-su | Hina Hayata Mima Ito         |
| 2017 Gold Coast | Uladzimir Samsonaŭ | Chen Meng           | Jang Woo-jin Park Gang-hyeon | Chen Meng Zhu Yuling         |
| 2016 Sydney     | Jun Mizutani       | Hina Hayata         | Takuya Jin Yuki Morita       | Honoka Hashimoto Hitomi Sato |
| 2015 Gold Coast | Jung Young-sik     | Ai Fukuhara         | Ho Kwan Kit Lam Siu Hang     | Jeon Ji-hee Lee Dae-som      |
| 2014 Sydney     | Wu Zhikang         | Feng Tianwei        | non disputato                | non disputato                |
| 1999 Melbourne  | Ma Lin             | Chen Jing           | Karl Jindrak Werner Schlager | Chen Jing Xu Jing            |
| 1998 Melbourne  | Kong Linghui       | Yang Ying           | Kong Linghui Liu Guoliang    | Wu Na Yang Ying              |
| 1997 Melbourne  | Ding Song          | Deng Yaping         | Ma Lin Yan Sen               | Deng Yaping Yang Ying        |
| 1996 Brisbane   | Werner Schlager    | Wang Chen           | Karl Jindrak Werner Schlager | Wang Chen Zhu Fang           |

## Open d'Austria ITTF
| Anno Luogo      | Singolare maschile | Singolare femminile | Doppio maschile                  | Doppio femminile             |
| --------------- | ------------------ | ------------------- | -------------------------------- | ---------------------------- |
| 2019 Linz       | Fan Zhendong       | Mima Ito            | Liang Jingkun Lin Gaoyuan        | Miyuu Kihara Miyu Nagasaki   |
| 2018 Linz       | Liang Jingkun      | Chen Meng           | Mazataka Morizono Yuya Oshima    | Hina Hayata Mima Ito         |
| 2017 Linz       | Lin Gaoyuan        | Wang Manyu          | Kōki Niwa Jin Ueda               | Chen Xingtong Sun Yingsha    |
| 2016 Linz       | Kenta Matsudahira  | Mima Ito            | Patrick Franziska Jonathan Groth | Honoka Hashimoto Hitomi Sato |
| 2015 Wels       | Jun Mizutani       | Han Ying            | Jang Woo-jin Lee Sang-su         | Shan Xiaona Petrissa Solja   |
| 2013 Wels       | Fang Bo            | Ding Ning           | Hao Shuai Zhang Jike             | Ding Ning Li Xiaoxia         |
| 2011 Schwechat  | Ma Long            | Ding Ning           | Ma Long Wang Hao                 | Ding Ning Li Xiaoxia         |
| 2010 Wels       | Tiago Apolonia     | Guo Yue             | Jiang Tianyi Tang Peng           | Guo Yue Li Xiaoxia           |
| 2008 Salisburgo | Timo Boll          | Li Qian             | Austria                          | Ungheria                     |
| 2007 Wels       | Chen Qi            | Zhang Yining        | Yang Zi Gao Ning                 | Ai Fukuhara Sayaka Hirano    |
| 2004 Wels       | Timo Boll          | Niu Jianfeng        | Ko Lai Chak Li Ching             | Li Xiaoxia Cao Zhen          |
| 2002 Wels       | Timo Boll          | Li Nan              | Cheung Yuk Leung Chu Yan         | Fan Ying Guo Yue             |
| 1999 Linz/Wels  | Kong Linghui       | Qianhong Gotsch-He  | Kong Linghui Liu Guoliang        | Li Ju Wang Nan               |
| 1997 Linz       | Zoran Primorac     | Jing Tian-Zorner    | Jörg Roßkopf Uladzimir Samsonaŭ  | Lee Eun-sil Ryu Ji-hye       |

Nel 2008 si è disputata la prova a squadre maschile e femminile al posto del doppio maschile e femminile

## Open del Belgio ITTF
| Anno Luogo   | Singolare maschile    | Singolare femminile | Doppio maschile                   | Doppio femminile               |
| ------------ | --------------------- | ------------------- | --------------------------------- | ------------------------------ |
| 2018 De Haan | Park Gang-hyeon       | Saki Shibata        | An Jae-hyun Cho Seung-min         | Satsuki Odo Saki Shibata       |
| 2017 De Haan | Kim Dong-Hyun         | Saki Shibata        | Patrick Franziska Ricardo Walther | Honoka Hashimoto Hitomi Sato   |
| 2016 De Haan | Sathiyan Gnanasekaran | Georgina Pota       | Alexey Liventsov Mikhail Paikov   | Georgina Pota Yulia Prokhorova |
| 2015 De Haan | Nima Alamian          | Seo Hyo-won         | Nima Alamian Noshad Alamiyan      | Lin Ye Zhou Yihan              |
| 2014 De Haan | Uladzimir Samsonaŭ    | Georgina Pota       | non disputato                     | non disputato                  |
| 2012 Anversa | Yannick Vostes        | Szandra Pergel      | non disputato                     | non disputato                  |

## Open di Bielorussia ITTF
| Anno Luogo | Singolare maschile | Singolare femminile | Doppio maschile                    | Doppio femminile             |
| ---------- | ------------------ | ------------------- | ---------------------------------- | ---------------------------- |
| 2019 Minsk | Emmanuel Lebesson  | Hina Hayata         | Xu Haidong Zhao Zhaoyan            | Satsuki Odo Saki Shibata     |
| 2018 Minsk | Zhao Zihao         | Saki Shibata        | Kakeru Sone Yuta Tanaka            | Satsuki Odo Saki Shibata     |
| 2017 Minsk | Uladzimir Samsonaŭ | Hitomi Sato         | Daniel Gorak Wang Zengyi           | Miyu Katō Masataka Morizono  |
| 2016 Minsk | Jang Woo-jin       | Saki Shibata        | Jang Woo-jin Lim Jong-hoon         | Honoka Hashimoto Hitomi Sato |
| 2015 Minsk | Li Ping            | Mima Ito            | Jonathan Groth Kasper Sternberg    | Miyu Maeda Sakura Mori       |
| 2014 Minsk | Uladzimir Samsonaŭ | Sayaka Hirano       | non disputato                      | non disputato                |
| 2013 Minsk | Kaii Yoshida       | Sabine Winter       | non disputato                      | non disputato                |
| 2012 Minsk | Vasily Lakeev      | Polina Mikhailova   | non disputato                      | non disputato                |
| 2009 Minsk | Zsolt Peto         | Dang Ye-seo         | Christoph Simoner Mathias Habesohn | Park Young-sook Dang Ye-seo  |
| 2008 Minsk | Uladzimir Samsonaŭ | Viktoria Pavlovich  | Cina                               | Bielorussia                  |

Nel 2008 si è disputata la prova a squadre maschile e femminile al posto del doppio maschile e femminile

## Open del Brasile ITTF
| Anno Luogo          | Singolare maschile | Singolare femminile | Doppio maschile                  | Doppio femminile                 |
| ------------------- | ------------------ | ------------------- | -------------------------------- | -------------------------------- |
| 2017 San Paolo      | Hugo Calderano     | Bernadette Szőcs    | Hugo Calderano Gustavo Tsuboi    | Bernadette Szőcs Audrey Zarif    |
| 2014 Santos         | Liu Dingshuo       | Liu Xin             | non disputato                    | non disputato                    |
| 2013 Santos         | Hugo Calderano     | Elizabeta Samara    | non disputato                    | non disputato                    |
| 2012 Santos         | Oh Sang-eun        | Kim Kyung-ah        | Oh Sang-eun Ryu Seung-min        | Li Jiawei Wang Yuegu             |
| 2011 Rio de Janeiro | Dimitrij Ovtcharov | Wang Yuegu          | Lars Hielscher Bastian Steger    | Li Jiawei Wang Yuegu             |
| 2008 Belo Horizonte | Jiang Tianyi       | Wang Yuegu          | Kim Jung-hoon Yoon Jae-young     | Kim Kyung-ah Park Mi-young       |
| 2007 Belo Horizonte | Yo Kan             | Tie Yana            | Cho Eon-Rae Ko Jun-Hyung         | Tie Yana Zhang Rui               |
| 2006 San Paolo      | Cho Eon-Rae        | Haruna Fukuoka      | Tiago Apolonia Joao Monteiro     | Lee Eun-sil Moon Hyun-jung       |
| 2005 Rio de Janeiro | Adrian Crişan      | Kim Kyung-ah        | Pär Gerell Jens Lundqvist        | Tanja Hain-Hofmann Georgina Póta |
| 2004 Rio de Janeiro | Uladzimir Samsonaŭ | Liu Jia             | Peter Franz Jens Lundqvist       | Csilla Bátorfi Krisztina Tóth    |
| 2003 Rio de Janeiro | Chuang Chih-Yuan   | Tie Yana            | Ko Lai Chak Li Ching             | Lin Ling Zhang Rui               |
| 2002 San Paolo      | Werner Schlager    | Aya Umemura         | Karl Jindrak Werner Schlager     | Lee Eun-sil Suk Eun-Mi           |
| 2001 San Paolo      | Timo Boll          | Aya Umemura         | Karl Jindrak Werner Schlager     | Lee Eun-sil Shin Soo-Hee         |
| 2000 Rio de Janeiro | Liu Guoliang       | Wang Nan            | Kong Linghui Liu Guoliang        | Kim Moo-kyo Ryu Ji-hye           |
| 1999 Rio de Janeiro | Zoran Primorac     | Chen Jing           | Zoran Primorac Jean-Michel Saive | Anne Boileau Anne-Sophie Gourin  |
| 1997 Rio de Janeiro | Liu Guoliang       | Ryu Ji-hye          | Kong Linghui Liu Guoliang        | Lee Eun-sil Ryu Ji-hye           |
| 1996 Rio de Janeiro | Carl Prean         | Chen Jing           | Masahiro Hashimoto Yoshio Yajima | Ryoko Imasaka Yoshie Miyake      |

## Open di Bulgaria ITTF
| Anno Luogo        | Singolare maschile | Singolare femminile | Doppio maschile                 | Doppio femminile          |
| ----------------- | ------------------ | ------------------- | ------------------------------- | ------------------------- |
| 2019 Panagjurište | Tomokazu Harimoto  | Chen Xingtong       | Jeoung Young-sik Lee Sang-su    | Gu Yuting Mu Zi           |
| 2018 Panagjurište | Xu Xin             | Ding Ning           | Ma Long Xu Xin                  | Kasumi Ishikawa Mima Ito  |
| 2017 Panagjurište | Dimitrij Ovtcharov | Kasumi Ishikawa     | Jin Ueda Maharu Yoshimura       | Kasumi Ishikawa Mima Ito  |
| 2016 Panagjurište | Tomáš Konečný      | Yuka Ishigaki       | Alexey Liventsov Mikhail Paikov | Miyu Katō Misaki Morizono |
| 2015 Panagjurište | Kim Dong-Hyun      | Kasumi Ishikawa     | Kim Dong-Hyun Cho Eon-Rae       | Jeon Ji-hee Yang Hae-un   |

## Open del Canada ITTF
| Anno Luogo   | Singolare maschile | Singolare femminile | Doppio maschile    | Doppio femminile             |
| ------------ | ------------------ | ------------------- | ------------------ | ---------------------------- |
| 2019 Markham | Xiang Peng         | Kasumi Ishikawa     | Cao Wei Xu Yingbin | Honoka Hashimoto Hitomi Sato |

## Open del Cile ITTF
| Anno Luogo             | Singolare maschile  | Singolare femminile    | Doppio maschile                  | Doppio femminile                |
| ---------------------- | ------------------- | ---------------------- | -------------------------------- | ------------------------------- |
| 2017 Santiago del Cile | Soumyajit Ghosh     | Caroline Kumahara      | Amalraj Anthony Soumyajit Ghosh  | Ana Codina Candela Molero       |
| 2016 Santiago del Cile | Antoine Hachard     | Rachel Moret           | Antoine Hachard Ramon Ruiz       | Maria Lorenzotti Candela Molero |
| 2015 Santiago del Cile | Thiago Monteiro     | Jeon Ji-hee            | Gustavo Gómez Manuel Moya        | Leticia Nakada Bruna Takahashi  |
| 2014 Santiago del Cile | Kohei Sambe         | Miyu Maeda             | non disputato                    | non disputato                   |
| 2012 Santiago del Cile | Gao Ning            | Kim Kyung-ah           | Yang Zi Zhan Jian                | Hiroko Fujii Misako Wakamiya    |
| 2011 Santiago del Cile | Chuang Chih-Yuan    | Kasumi Ishikawa        | Javier Cillis Liu Song           | Sayaka Hirano Kasumi Ishikawa   |
| 2008 Santiago del Cile | Ryu Seung-min       | Li Jiawei              | Gao Ning Yang Zi                 | Jiang Huajun Tie Yana           |
| 2007 Santiago del Cile | Yo Kan              | Jiang Huajun           | Ko Lai Chak Li Ching             | Tie Yana Zhang Rui              |
| 2006 Santiago del Cile | Uladzimir Samsonaŭ  | Park Mi-young          | Chen Weixing Robert Gardos       | Hiroko Fujii Saki Kanazawa      |
| 2005 Santiago del Cile | Oh Sang-eun         | Kim Kyung-ah           | Lee Jung-Woo Oh Sang-eun         | Tie Yana Zhang Rui              |
| 2004 Santiago del Cile | Kallinikos Kreangka | Wenling Tan Monfardini | Dragutin Surbek Jr. Marek Klasek | Csilla Bátorfi Krisztina Tóth   |

## Open di Cina ITTF
| Anno Luogo     | Singolare maschile | Singolare femminile | Doppio maschile              | Doppio femminile          |
| -------------- | ------------------ | ------------------- | ---------------------------- | ------------------------- |
| 2019 Shenzhen  | Ma Long            | Chen Meng           | Timo Boll Patrick Franziska  | Gu Yuting Liu Shiwen      |
| 2018 Shenzhen  | Ma Long            | Wang Manyu          | Fan Zhendong Lin Gaoyuan     | Ding Ning Zhu Yuling      |
| 2017 Chengdu   | Dimitrij Ovtcharov | Ding Ning           | Jin Ueda Maharu Yoshimura    | Ding Ning Liu Shiwen      |
| 2016 Chengdu   | Fan Zhendong       | Ding Ning           | Ma Long Zhang Jike           | Chen Meng Zhu Yuling      |
| 2015 Chengdu   | Ma Long            | Zhu Yuling          | Xu Xin Fan Zhendong          | Chen Meng Liu Shiwen      |
| 2014 Chengdu   | Ma Long            | Ding Ning           | Ma Long Fan Zhendong         | Ding Ning Liu Shiwen      |
| 2013 Suzhou    | Ma Long            | Chen Meng           | Ma Long Xu Xin               | Chen Meng Zhu Yuling      |
| 2013 Changchun | Ma Long            | Li Xiaoxia          | Ma Long Timo Boll            | Guo Yue Liu Shiwen        |
| 2012 Suzhou    | Hao Shuai          | Chen Meng           | Xu Xin Wang Liqin            | Zhu Yuling Chen Meng      |
| 2012 Shanghai  | Xu Xin             | Li Xiaoxia          | Ma Long Wang Hao             | Jiang Huajun Lee Ho Ching |
| 2011 Suzhou    | Ma Long            | Guo Yan             | Ma Lin Zhang Jike            | Guo Yan Guo Yue           |
| 2011 Shenzhen  | Ma Lin             | Wen Jia             | Ma Long Wang Hao             | Guo Yue Liu Shiwen        |
| 2010 Suzhou    | Zhang Jike         | Li Xiaoxia          | Ma Lin Xu Xin                | Guo Yue Li Xiaoxia        |
| 2009 Suzhou    | Ma Long            | Liu Shiwen          | Seiya Kishikawa Jun Mizutani | Guo Yue Li Xiaoxia        |
| 2009 Tianjin   | Wang Hao           | Liu Shiwen          | Hao Shuai Li Ping            | Ding Ning Liu Shiwen      |
| 2008 Shanghai  | Hao Shuai          | Li Xiaoxia          | Ma Lin Wang Liqin            | Jiang Huajun Tie Yana     |
| 2008 Changchun | Wang Hao           | Zhang Yining        | Cina                         | Cina                      |
| 2007 Shenzhen  | Wang Hao           | Zhang Yining        | Ma Lin Wang Hao              | Guo Yan Guo Yue           |
| 2007 Nanchino  | Ma Lin             | Guo Yue             | Chen Qi Wang Hao             | Guo Yue Li Xiaoxia        |
| 2006 Kunshan   | Ma Lin             | Wang Nan            | Chen Qi Wang Liqin           | Wang Nan Zhang Yining     |
| 2006 Canton    | Timo Boll          | Zhang Yining        | Hao Shuai Wang Liqin         | Shen Yanfei Gao Jun       |
| 2005 Harbin    | Wang Liqin         | Guo Yue             | Kong Linghui Ma Long         | Guo Yan Guo Yue           |
| 2005 Shenzhen  | Wang Liqin         | Li Xiaoxia          | Chen Qi Wang Liqin           | Guo Yue Zhang Yining      |
| 2004 Changchun | Wang Liqin         | Zhang Yining        | Kong Linghui Wang Hao        | Wang Nan Zhang Yining     |
| 2004 Wuxi      | Ma Lin             | Cao Zhen            | Chen Qi Ma Lin               | Cao Zhen Li Xiaoxia       |
| 2003 Canton    | Ma Lin             | Zhang Yining        | Chen Qi Ma Lin               | Bai Yang Li Ju            |
| 2002 Qingdao   | Wang Liqin         | Wang Nan            | Lee Chul-seung Ryu Seung-min | Lee Eun-sil Suk Eun-Mi    |
| 2001 Hainan    | Wang Liqin         | Wang Nan            | Wang Liqin Yan Sen           | Bai Yang Niu Jianfeng     |
| 2000 Changchun | Wang Liqin         | Li Ju               | Wang Liqin Yan Sen           | Sun Jin Yang Ying         |
| 1999 Guilin    | Liu Guozheng       | Li Ju               | Wang Liqin Yan Sen           | Li Nan Lin Ling           |
| 1998 Jinan     | Liu Guoliang       | Wang Nan            | Ma Lin Qin Zhijian           | Wu Na Yang Ying           |
| 1997 Zhuhai    | Zoran Primorac     | Li Ju               | Kong Linghui Liu Guoliang    | Lee Eun-sil Ryu Ji-hye    |
| 1996 Xi'an     | Kong Linghui       | Wang Chen           | Kong Linghui Liu Guoliang    | Wang Chen Wu Na           |

Nel 2008 si è disputata la prova a squadre maschile e femminile al posto del doppio maschile e femminile

## Open della Corea del Nord ITTF
| Anno Luogo     | Singolare maschile | Singolare femminile | Doppio maschile            | Doppio femminile         |
| -------------- | ------------------ | ------------------- | -------------------------- | ------------------------ |
| 2019 Pyongyang | An Ji-Song         | Kim Song-I          | Ham Yu-Song Ri Kwang-Myong | Cha Hyo-Sim Kim Nam-Hae  |
| 2018 Pyongyang | Pak Sin-Hyok       | Kim Song-I          | Ji Jiale Liu Yebo          | Cha Hyo-Sim Kim Nam-Hae  |
| 2017 Pyongyang | Pak Sin-Hyok       | Kim Song-I          | Choe Il Pak Sin-Hyok       | Kim Song-I Choe Hyon-Hwa |
| 2016 Pyongyang | Kang Wi-Hun        | Kim Song-I          | Cao Wei Xu Yingbin         | Kim Song-I Ri Myong-Sun  |
| 2015 Pyongyang | Choe Il            | Sun Chen            | Choe Il Pak Sin-Hyok       | Kim Song-I Ri Myong-Sun  |

## Open della Corea del Sud ITTF
| Anno Luogo       | Singolare maschile | Singolare femminile | Doppio maschile             | Doppio femminile             |
| ---------------- | ------------------ | ------------------- | --------------------------- | ---------------------------- |
| 2019 Pusan       | Xu Xin             | Chen Meng           | Fan Zhendong Xu Xin         | Wang Manyu Chen Meng         |
| 2018 Daejeon     | Jang Woo-jin       | Zhu Yuling          | Jang Woo-jin Lim Jong-hoon  | Ding Ning Chen Meng          |
| 2017 Incheon     | Timo Boll          | Feng Tianwei        | Jang Woo-jin Jeong Sang-eun | Shan Xiaona Petrissa Solja   |
| 2016 Incheon     | Xu Xin             | Ding Ning           | Xu Xin Zhang Jike           | Ding Ning Liu Shiwen         |
| 2015 Incheon     | Jung Young-sik     | Ai Fukuhara         | Jung Young-sik Kim Min-seok | Miu Hirano Mima Ito          |
| 2014 Incheon     | Xu Xin             | Han Ying            | Yu Ziyang Zhou Kai          | Chen Ke Wang Manyu           |
| 2013 Incheon     | Xu Xin             | Seo Hyo-won         | Seo Hyun-Deok Zhang Jike    | Yang Hae-un Park Young-sook  |
| 2012 Incheon     | Zhang Jike         | Liu Shiwen          | Ma Long Xu Xin              | Ding Ning Liu Shiwen         |
| 2011 Incheon     | Dimitrij Ovtcharov | Feng Tianwei        | Song Hongyuan Jin Yixiong   | Misako Wakamiya Hiroko Fujii |
| 2010 Incheon     | Uladzimir Samsonaŭ | Shen Yanfei         | Patrick Baum Bastian Steger | Kim Kyung-ah Park Mi-young   |
| 2009 Seul        | Jun Mizutani       | Feng Tianwei        | Hao Shuai Wang Hao          | Kim Kyung-ah Park Mi-young   |
| 2008 Daejeon     | Ma Long            | Guo Yue             | Wang Hao Wang Liqin         | Guo Yue Liu Shiwen           |
| 2007 Seongnam    | Oh Sang-eun        | Jiang Huajun        | Lee Jung-Woo Oh Sang-eun    | Shen Yanfei Gao Jun          |
| 2006 Jeonju      | Joo Se-hyuk        | Tie Yana            | Cheung Yuk Leung Chu Yan    | Tie Yana Zhang Rui           |
| 2005 Suncheon    | Oh Sang-eun        | Kim Kyung-ah        | Lee Jung-Woo Ryu Seung-min  | Tan Paey Fern Zhang Xueling  |
| 2004 Pyeongchang | Wang Liqin         | Zhang Yining        | Kong Linghui Wang Hao       | Wang Nan Zhang Yining        |
| 2003 Jeju        | Ma Lin             | Guo Yan             | Chen Qi Ma Lin              | Guo Yue Niu Jianfeng         |
| 2002 Gangneung   | Werner Schlager    | Tie Yana            | Kim Taek-soo Oh Sang-eun    | Bai Yang Guo Yan             |
| 2001 Seul        | Kim Taek-soo       | Wang Nan            | Kong Linghui Liu Guoliang   | Gao Xi Li Jia                |

## Open di Croazia ITTF
| Anno Luogo    | Singolare maschile  | Singolare femminile | Doppio maschile                    | Doppio femminile              |
| ------------- | ------------------- | ------------------- | ---------------------------------- | ----------------------------- |
| 2019 Zagabria | Anton Kallberg      | Miyuu Kihara        | Shunsuke Togami Yukiya Uda         | Miyuu Kihara Miyu Nagasaki    |
| 2018 Zagabria | Panagiotis Gionis   | Saki Shibata        | Nandor Ecseki Adam Szudi           | Honoka Hashimoto Hitomi Sato  |
| 2017 Zagabria | Panagiotis Gionis   | Honoka Hashimoto    | Viktor Brodd Hampus Nordberg       | Honoka Hashimoto Hitomi Sato  |
| 2016 Zagabria | Joo Se-hyuk         | Hitomi Sato         | Patrick Franziska Jonathan Groth   | Doo Hoi Kem Lee Ho Ching      |
| 2015 Zagabria | Maharu Yoshimura    | Choi Hyo-joo        | Masataka Morizono Yuya Oshima      | Jeon Ji-hee Yang Hae-un       |
| 2014 Zagabria | Ricardo Walther     | Yang Xiaoxin        | non disputato                      | non disputato                 |
| 2013 Zagabria | Abdel-Kader Salifou | Lee Da-Som          | non disputato                      | non disputato                 |
| 2012 Zagabria | Tan Ruiwu           | Szandra Pergel      | non disputato                      | non disputato                 |
| 2007 Zagabria | Hao Shuai           | Guo Yue             | Ma Lin Wang Hao                    | Chen Qing Li Xiaoxia          |
| 2006 Zagabria | Uladzimir Samsonaŭ  | Guo Yue             | Wang Hao Chen Qi                   | Li Nan Zhang Yining           |
| 2005 Zagabria | Uladzimir Samsonaŭ  | Tie Yana            | Ko Lai Chak Li Ching               | Tie Yana Zhang Rui            |
| 2004 Zagabria | Werner Schlager     | Kim Kyung-ah        | Lee Chul-seung Ryu Seung-min       | Jun Hye-Kyung Kim Moo-kyo     |
| 2003 Zagabria | Wang Hao            | Zhang Yining        | Ko Lai Chak Li Ching               | Wang Nan Zhang Yining         |
| 2001 Zagabria | Ma Wenge            | Guo Yan             | Patrick Chila Jean-Philippe Gatien | Bai Yang Niu Jianfeng         |
| 2000 Zagabria | Uladzimir Samsonaŭ  | Chire Koyama        | Chang Yen-Shu Chiang Peng-Lung     | Chen Jing Xu Jing             |
| 1999 Zagabria | Uladzimir Samsonaŭ  | Tamara Boroš        | Patrick Chila Jean-Philippe Gatien | Olga Nemes Elke Schall        |
| 1998 Zagabria | Uladzimir Samsonaŭ  | Jing Tian-Zorner    | Karl Jindrak Werner Schlager       | Csilla Bátorfi Krisztina Tóth |

## Open di Danimarca ITTF
| Anno Luogo         | Singolare maschile | Singolare femminile | Doppio maschile              | Doppio femminile                   |
| ------------------ | ------------------ | ------------------- | ---------------------------- | ---------------------------------- |
| 2009 Frederikshavn | Ma Long            | Liu Shiwen          | Ma Long Xu Xin               | Ding Ning Liu Shiwen               |
| 2004 Aarhus        | Michael Maze       | Krisztina Tóth      | Petr Korbel Leung Chu Yan    | Viktoria Pavlovich Svetlana Ganina |
| 2003 Aarhus        | Ma Lin             | Zhang Yining        | Ma Lin Wang Hao              | Guo Yue Niu Jianfeng               |
| 2002 Farum         | Ma Lin             | Zhang Yining        | Qin Zhijian Wang Liqin       | Li Nan Zhang Yining                |
| 2001 Farum         | Ma Lin             | Li Jia              | Kim Taek-soo Oh Sang-eun     | Lee Eun-sil Ryu Ji-hye             |
| 2000 Farum         | Wang Liqin         | Sun Jin             | Karl Jindrak Werner Schlager | Lin Ling Sun Jin                   |

## Open d'Egitto ITTF
| Anno Luogo    | Singolare maschile  | Singolare femminile | Doppio maschile              | Doppio femminile          |
| ------------- | ------------------- | ------------------- | ---------------------------- | ------------------------- |
| 2013 Il Cairo | Abdel-Kader Salifou | Maria Dolgikh       | non disputato                | non disputato             |
| 2012 Il Cairo | Vasily Lakeev       | Sara Ramirez        | non disputato                | non disputato             |
| 2010 Il Cairo | Sharath Kamal       | Yuka Ishigaki       | Jiang Tianyi Leung Chu Yan   | Sayaka Hirano Reiko Hiura |
| 2004 Il Cairo | Ryu Seung-min       | Lee Eun-sil         | Lee Chul-seung Ryu Seung-min | Lee Eun-sil Suk Eun-Mi    |
| 2002 Il Cairo | Wang Hao            | Li Nan              | Ko Lai Chak Li Ching         | Li Nan Li Jia             |

## Open degli Emirati Arabi ITTF
| Anno Luogo | Singolare maschile | Singolare femminile | Doppio maschile   | Doppio femminile   |
| ---------- | ------------------ | ------------------- | ----------------- | ------------------ |
| 2011 Dubai | Wang Hao           | Ding Ning           | Ma Lin Zhang Jike | Guo Yue Li Xiaoxia |

## Open delle Filippine ITTF
| Anno Luogo | Singolare maschile | Singolare femminile | Doppio maschile             | Doppio femminile          |
| ---------- | ------------------ | ------------------- | --------------------------- | ------------------------- |
| 2015 Subic | Yuya Oshima        | Kasumi Ishikawa     | Robin Devos Cedric Nuytinck | Lee Ho Ching Zhu Chengzhu |
| 2014 Subic | Ho Kwan Kit        | Feng Tianwei        | non disputato               | non disputato             |

## Open di Francia ITTF
| Anno Luogo  | Singolare maschile | Singolare femminile | Doppio maschile                     | Doppio femminile            |
| ----------- | ------------------ | ------------------- | ----------------------------------- | --------------------------- |
| 2007 Tolosa | Ma Lin             | Zhang Yining        | Ma Lin Wang Hao                     | Guo Yan Wang Nan            |
| 2000 Tolosa | Chiang Peng-Lung   | Mihaela Steff       | Chang Yen-Shu Chiang Peng-Lung      | Alessia Arisi Mihaela Steff |
| 1999 Liévin | Kong Linghui       | Chen Jing           | Kong Linghui Ma Lin                 | Li Nan Lin Ling             |
| 1997 Lione  | Christophe Legout  | Cheng Hongxia       | Lucjan Błaszczyk Tomasz Krzeszewski | Cheng Hongxia Wang Hui      |
| 1996 Lione  | Jan-Ove Waldner    | Deng Yaping         | Wang Liqin Yan Sen                  | Deng Yaping Yang Ying       |

## Open di Germania ITTF
| Anno Luogo      | Singolare maschile | Singolare femminile | Doppio maschile                        | Doppio femminile              |
| --------------- | ------------------ | ------------------- | -------------------------------------- | ----------------------------- |
| 2020 Magdeburgo | Xu Xin             | Chen Meng           | Cho Dae-seong Jang Woo-jin             | Chen Meng Wang Manyu          |
| 2019 Brema      | Fan Zhendong       | Sun Yingsha         | Liang Jingkun Xu Xin                   | Jeon Ji-hee Yang Hae-un       |
| 2018 Brema      | Ma Long            | Kasumi Ishikawa     | Ma Long Xu Xin                         | Hina Hayata Mima Ito          |
| 2017 Magdeburgo | Dimitrij Ovtcharov | Chen Meng           | Jeoung Young-sik Lee Sang-su           | Hina Hayata Miu Hirano        |
| 2016 Berlino    | Ma Long            | Wu Yang             | Masataka Morizono Yuya Oshima          | Jeon Ji-hee Yang Hae-un       |
| 2015 Brema      | Ma Long            | Mima Ito            | Timo Boll Patrick Franziska            | Petrissa Solja Xiaona Shan    |
| 2014 Magdeburgo | Dimitrij Ovtcharov | Shan Xiaona         | Wang Hao Lyu Xiang                     | Miu Hirano Mima Ito           |
| 2013 Berlino    | Fan Zhendong       | Wen Jia             | Timo Boll Patrick Franziska            | Wen Jia Zhao Yan              |
| 2012 Brema      | Dimitrij Ovtcharov | Shen Yanfei         | Tianyi Jiang Chun Ting Wong            | Petrissa Solja Sabine Winter  |
| 2011 Dortmund   | Zhang Jike         | Guo Yan             | Hao Shuai Zhang Jike                   | Guo Yue Li Xiaoxia            |
| 2010 Berlino    | Ma Long            | Feng Yalan          | Chen Qi Ma Long                        | Ai Fukuhara Kasumi Ishikawa   |
| 2009 Brema      | Timo Boll          | Sayaka Hirano       | Timo Boll Christian Süß                | Li Xiaodan Mu Zi              |
| 2008 Berlino    | Timo Boll          | Liu Jia             | Polonia                                | Singapore                     |
| 2007 Brema      | Ma Long            | Li Xiaoxia          | Wang Hao Wang Liqin                    | Guo Yue Li Xiaoxia            |
| 2006 Bayreuth   | Timo Boll          | Wang Yuegu          | Werner Schlager Patrick Chila          | Li Jiawei Sun Beibei          |
| 2005 Magdeburgo | Uladzimir Samsonaŭ | Cao Zhen            | Lee Jung-Woo Oh Sang-eun               | Tie Yana Zhang Rui            |
| 2004 Lipsia     | Timo Boll          | Niu Jianfeng        | Timo Boll Christian Süß                | Guo Yue Niu Jianfeng          |
| 2003 Brema      | Wang Liqin         | Zhang Yining        | Ko Lai Chak Li Ching                   | Wang Nan Zhang Yining         |
| 2002 Magdeburgo | Ma Lin             | Tamara Boroš        | Kong Linghui Ma Lin                    | Li Jia Niu Jianfeng           |
| 2001 Bayreuth   | Uladzimir Samsonaŭ | Ryu Ji-hye          | Slobodan Grujic Aleksandar Karakasevic | Kim Bok-Rae Kim Kyung-ah      |
| 1999 Brema      | Liu Guoliang       | Wang Nan            | Chiang Peng-Lung Chang Yen-Shu         | Csilla Bátorfi Krisztina Tóth |

Nel 2008 si è disputata la prova a squadre maschile e femminile al posto del doppio maschile e femminile

## Open del Giappone ITTF
| Anno Luogo      | Singolare maschile  | Singolare femminile | Doppio maschile              | Doppio femminile             |
| --------------- | ------------------- | ------------------- | ---------------------------- | ---------------------------- |
| 2019 Sapporo    | Xu Xin              | Sun Yingsha         | Fan Zhendong Xu Xin          | Chen Meng Liu Shiwen         |
| 2018 Kitakyūshū | Tomokazu Harimoto   | Mima Ito            | Jeoung Young-sik Lee Sang-su | Gu Yuting Mu Zi              |
| 2017 Tokyo      | Ma Long             | Sun Yingsha         | Ma Long Xu Xin               | Chen Xingtong Sun Yingsha    |
| 2016 Tokyo      | Fan Zhendong        | Liu Shiwen          | Ma Long Xu Xin               | Ding Ning Li Xiaoxia         |
| 2015 Kōbe       | Xu Xin              | Chen Meng           | Ma Long Xu Xin               | Liu Fei Wu Yang              |
| 2014 Yokohama   | Yu Ziyang           | Feng Tianwei        | Seiya Kishikawa Jun Mizutani | Ai Fukuhara Misako Wakamiya  |
| 2013 Yokohama   | Masato Shiono       | Ai Fukuhara         | Jin Ueda Maharu Yoshimura    | Gu Yuting Zhou Xintong       |
| 2013 Yokohama   | Masato Shiono       | Ai Fukuhara         | Jin Ueda Maharu Yoshimura    | Gu Yuting Zhou Xintong       |
| 2012 Kōbe       | Jun Mizutani        | Shen Yanfei         | Kim Min-seok Seo Hyun-Deok   | Hiroko Fujii Misako Wakamiya |
| 2011 Kōbe       | Seiya Kishikawa     | Feng Tianwei        | Lin Gaoyuan Wu Jiaji         | Hiroko Fujii Misako Wakamiya |
| 2010 Kōbe       | Timo Boll           | Wang Yuegu          | Kenta Matsudaira Kōki Niwa   | Yuka Ishigaki Yuri Yamanashi |
| 2009 Wakayama   | Oh Sang-eun         | Park Mi-young       | Seiya Kishikawa Jun Mizutani | Sayaka Hirano Reiko Hiura    |
| 2008 Yokohama   | Ma Lin              | Zhang Yining        | Cina                         | Cina                         |
| 2007 Chiba      | Wang Hao            | Wang Nan            | Chen Qi Wang Liqin           | Guo Yue Li Xiaoxia           |
| 2006 Yokohama   | Wang Liqin          | Wang Yuegu          | Ma Lin Wang Hao              | Tie Yana Zhang Rui           |
| 2005 Yokohama   | Timo Boll           | Zhang Yining        | Timo Boll Christian Süß      | Bai Yang Cao Zhen            |
| 2004 Kōbe       | Chen Qi             | Zhang Yining        | Wang Liqin Yan Sen           | Guo Yue Niu Jianfeng         |
| 2003 Kōbe       | Timo Boll           | Guo Yue             | Chen Qi Ma Lin               | Guo Yue Niu Jianfeng         |
| 2002 Kōbe       | Kallinikos Kreangka | Kim Kyung-ah        | Akira Kito Toshio Tasaki     | Jing Junhong Li Jiawei       |
| 2001 Yokohama   | Chiang Peng-Lung    | Wang Nan            | Ma Lin Wang Hao              | Kim Bok-Rae Kim Kyung-ah     |
| 2000 Kōbe       | Wang Liqin          | Wang Nan            | Kong Linghui Liu Guoliang    | Sun Jin Yang Ying            |
| 1999 Kōbe       | Uladzimir Samsonaŭ  | Wang Nan            | Ma Lin Qin Zhijian           | Sun Jin Yang Ying            |
| 1998 Wakayama   | Kong Linghui        | Li Ju               | Ma Lin Wang Tao              | Li Ju Wang Nan               |
| 1997 Chiba      | Jan-Ove Waldner     | Wang Chen           | Wang Liqin Yan Sen           | Lee Eun-sil Ryu Ji-hye       |
| 1996 Kitakyūshū | Ding Song           | Qiao Hong           | Kang Hee-Chan Kim Taek-soo   | Park Hae-jung Ryu Ji-hye     |

Nel 2008 si è disputata la prova a squadre maschile e femminile al posto del doppio maschile e femminile

## Open di Grecia ITTF
| Anno Luogo | Singolare maschile | Singolare femminile | Doppio maschile | Doppio femminile     |
| ---------- | ------------------ | ------------------- | --------------- | -------------------- |
| 2004 Atene | Wang Hao           | Wang Nan            | Chen Qi Ma Lin  | Guo Yue Niu Jianfeng |

## Open di Hong Kong ITTF
| Anno Luogo     | Singolare maschile | Singolare femminile | Doppio maschile            | Doppio femminile          |
| -------------- | ------------------ | ------------------- | -------------------------- | ------------------------- |
| 2019 Hong Kong | Lin Gaoyuan        | Wang Yidi           | Liang Jingkun Lin Gaoyuan  | Chen Ke Mu Zi             |
| 2018 Hong Kong | Kazuhiro Yoshimura | Wang Manyu          | Ho Kwan Kit Wong Chun Ting | Chen Xingtong Sun Yingsha |

## Open d'India ITTF
| Anno Luogo     | Singolare maschile | Singolare femminile | Doppio maschile               | Doppio femminile             |
| -------------- | ------------------ | ------------------- | ----------------------------- | ---------------------------- |
| 2017 New Delhi | Dimitrij Ovtcharov | Sakura Mori         | Masataka Morizono Yuya Oshima | Matilda Ekholm Georgina Pota |
| 2010 New Delhi | Dimitrij Ovtcharov | Sayaka Hirano       | Lee Sang-su Seo Hyun-Deok     | Cheng I-Ching Huang Yi-Hua   |
| 2009 Indore    | Ma Liang           | Yu Meng Yu          | Gao Ning Yang Zi              | Beh Lee Wei Ng Sock Khim     |
| 2007 New Delhi | Gao Ning           | Sun Beibei          | Gao Ning Yang Zi              | Sun Beibei Yu Meng Yu        |

## Open d'Indonesia ITTF
| Anno Luogo    | Singolare maschile | Singolare femminile | Doppio maschile                         | Doppio femminile   |
| ------------- | ------------------ | ------------------- | --------------------------------------- | ------------------ |
| 2019 Giacarta | Harmeet Desai      | Shao Jieni          | Ibrahima Diaw Padasak Tanviriyavechakul | Luo Xue Shao Jieni |

## Open d'Inghilterra ITTF
| Anno Luogo         | Singolare maschile | Singolare femminile | Doppio maschile                 | Doppio femminile           |
| ------------------ | ------------------ | ------------------- | ------------------------------- | -------------------------- |
| 2011 Sheffield     | Chen Qi            | Ding Ning           | Xu Xin Zhang Jike               | Guo Yue Guo Yan            |
| 2009 Sheffield     | Ma Long            | Guo Yan             | Ma Long Wang Liqin              | Kim Kyung-ah Park Mi-young |
| 2001 Chatham       | Wang Liqin         | Yoshie Takada       | Timo Boll Zoltan Fejer-Konnerth | Kim Hyang-mi Kim Hyon-Hui  |
| 1999 Hopton-on-Sea | Ma Wenge           | Jie Schöpp          | Danny Heister Trinko Keen       | Lee Eun-sil Ryu Ji-hye     |
| 1997 Kettering     | Jean-Michel Saive  | Chen-Tong Fei-ming  | Patrick Chila Christophe Legout | Chai Po Wa Qiao Yunping    |
| 1996 Kettering     | Kong Linghui       | Yang Ying           | Karl Jindrak Werner Schlager    | Wang Hui Yang Ying         |

## Open d'Italia ITTF
| Anno Luogo      | Singolare maschile | Singolare femminile | Doppio maschile                    | Doppio femminile       |
| --------------- | ------------------ | ------------------- | ---------------------------------- | ---------------------- |
| 2002 Courmayeur | Peter Karlsson     | Lin Ling            | Ko Lai Chak Li Ching               | Ryu Ji-hye Aya Umemura |
| 1998 Courmayeur | Liu Guoliang       | Zhang Yining        | Patrick Chila Jean-Philippe Gatien | Wu Na Yang Ying        |
| 1996 Bolzano    | Uladzimir Samsonaŭ | Li Ju               | Patrick Chila Christophe Legout    | Cheng Hongxia Wang Hui |

## Open del Kuwait ITTF
| Anno Luogo       | Singolare maschile | Singolare femminile | Doppio maschile                     | Doppio femminile        |
| ---------------- | ------------------ | ------------------- | ----------------------------------- | ----------------------- |
| 2016 Kuwait City | Zhang Jike         | Li Xiaoxia          | Xu Xin Zhang Jike                   | Ding Ning Liu Shiwen    |
| 2015 Kuwait City | Ma Long            | Li Xiaoxia          | Chiang Hung-Chieh Huang Sheng-Sheng | Ding Ning Zhu Yuling    |
| 2014 Kuwait City | Fan Zhendong       | Zhu Yuling          | Stefan Fergel Lin Gaoyuan           | Liu Shiwen Mu Zi        |
| 2013 Kuwait City | Zhang Jike         | Liu Shiwen          | Xu Xin Yan An                       | Ding Ning Li Xiaoxia    |
| 2012 Kuwait City | Jun Mizutani       | Feng Yalan          | Gao Ning Li Hu                      | Chen Meng Zhu Yuling    |
| 2010 Kuwait City | Xu Xin             | Liu Shiwen          | Ma Long Zhang Jike                  | Guo Yan Guo Yue         |
| 2009 Kuwait City | Ma Long            | Ding Ning           | Chen Qi Ma Lin                      | Guo Yue Zhang Yining    |
| 2008 Kuwait City | Uladzimir Samsonaŭ | Zhang Yining        | Ma Lin Wang Hao                     | Wang Nan Zhang Yining   |
| 2007 Kuwait City | Ma Long            | Guo Yue             | Lee Jin-Kwon Ryu Seung-min          | Li Xiaoxia Zhang Yining |
| 2006 Kuwait City | Ma Lin             | Jiang Huajun        | Chen Qi Ma Lin                      | Wang Nan Zhang Yining   |

## Open del Libano ITTF
| Année Lieu  | Simple messieurs | Simple dames | Double messieurs   | Double dames    |
| ----------- | ---------------- | ------------ | ------------------ | --------------- |
| 1998 Beirut | Wang Liqin       | Yang Ying    | Ma Lin Qin Zhijian | Wu Na Yang Ying |
| 1997 Beirut | non disputato    | Wang Nan     | non disputato      | Li Ju Wang Nan  |

## Open di Malesia ITTF
| Anno Luogo         | Singolare maschile | Singolare femminile | Doppio maschile           | Doppio femminile          |
| ------------------ | ------------------ | ------------------- | ------------------------- | ------------------------- |
| 2003 Johor Bahru   | Liu Guozheng       | Cao Zhen            | Kong Linghui Liu Guozheng | Cao Zhen Peng Luyang      |
| 1998 Kota Kinabalu | Ma Lin             | Zhang Yining        | Kong Linghui Liu Guoliang | Wang Chen Zhang Yining    |
| 1997 Ipoh          | Kong Linghui       | Deng Yaping         | Ma Lin Yan Sen            | Kim Moo-kyo Park Hae-jung |

## Open del Marocco ITTF
| Anno Luogo | Singolare maschile  | Singolare femminile | Doppio maschile             | Doppio femminile            |
| ---------- | ------------------- | ------------------- | --------------------------- | --------------------------- |
| 2013 Rabat | Abdel-Kader Salifou | Maria Bykova        | non disputato               | non disputato               |
| 2012 Rabat | Noshad Alamiyan     | Matilda Ekhlom      | non disputato               | non disputato               |
| 2011 Rabat | Uladzimir Samsonaŭ  | Jeon Ji-hee         | Jesus Cantero Marc Duran    | Sun Beibei Yu Meng Yu       |
| 2010 Rabat | Uladzimir Samsonaŭ  | Kasumi Ishikawa     | Omar Assar El-Sayed Lashin  | Reiko Hiura Kasumi Ishikawa |
| 2009 Rabat | Uladzimir Samsonaŭ  | Ai Fukuhara         | Loic Bobillier Armand Phung | Ai Fukuhara Kasumi Ishikawa |

## Open di Nigeria ITTF
| Anno Luogo | Singolare maschile | Singolare femminile | Doppio maschile                 | Doppio femminile                |
| ---------- | ------------------ | ------------------- | ------------------------------- | ------------------------------- |
| 2019 Lagos | Quadri Aruna       | Polina Mikhailova   | Quintin Robinot Cedric Nuytinck | Polina Mikhailova Yana Noskova  |
| 2018 Lagos | Quadri Aruna       | Guo Yan             | Alexandre Robinot Joe Seyfried  | Qi Fenjie Sun Chen              |
| 2017 Lagos | Omar Assar         | Dina Meshref        | Antoine Hachard Gregoire Jean   | Bernadett Balint Szandra Pergel |
| 2016 Lagos | Benedek Olah       | Shao Jieni          | Andrey Bukin Vasilij Filatov    | Irina Ermakova Olga Kulikova    |
| 2015 Lagos | Omar Assar         | Shao Jieni          | non disputato                   | non disputato                   |
| 2014 Lagos | Omar Assar         | Nadeen El-Dawlatly  | non disputato                   | non disputato                   |

## Open dell'Oman ITTF
| Anno Luogo   | Singolare maschile    | Singolare femminile | Doppio maschile                       | Doppio femminile             |
| ------------ | --------------------- | ------------------- | ------------------------------------- | ---------------------------- |
| 2020 Mascate | Sharath Kamal Achanta | Hitomi Sato         | Aleksandar Karakasevic Lubomir Pistej | Honoka Hashimoto Hitomi Sato |
| 2019 Mascate | Mattias Falck         | Hina Hayata         | Liao Cheng-Ting Lin Yun-Ju            | Satsuki Odo Saki Shibata     |

## Open dei Paesi Bassi ITTF
| Anno Luogo     | Singolare maschile | Singolare femminile | Doppio maschile                 | Doppio femminile      |
| -------------- | ------------------ | ------------------- | ------------------------------- | --------------------- |
| 2002 Eindhoven | Wang Hao           | Niu Jianfeng        | Kong Linghui Ma Lin             | Li Jia Niu Jianfeng   |
| 2001 Rotterdam | Tomasz Krzeszewski | Ryu Ji-hye          | Timo Boll Zoltan Fejer-Konnerth | Bai Yang Niu Jianfeng |

## Open del Paraguay ITTF
| Anno Luogo    | Singolare maschile | Singolare femminile | Doppio maschile                  | Doppio femminile             |
| ------------- | ------------------ | ------------------- | -------------------------------- | ---------------------------- |
| 2019 Asunción | Masataka Morizono  | Hina Hayata         | Masataka Morizono Lubomir Pistej | Honoka Hashimoto Maki Shiomi |

## Open di Polonia ITTF
| Anno Luogo        | Singolare maschile   | Singolare femminile | Doppio maschile                    | Doppio femminile                |
| ----------------- | -------------------- | ------------------- | ---------------------------------- | ------------------------------- |
| 2019 Władysławowo | Xu Yingbin           | He Zhuojia          | Gaston Alto Horacio Cienfuegos     | Honoka Hashimoto Maki Shiomi    |
| 2018 Spała        | Lim Jong-hoon        | Yang Hae-un         | Jeoung Young-sik Lee Sang-su       | Jeon Ji-hee Yang Hae-un         |
| 2017 Częstochowa  | Quadri Aruna         | Mima Ito            | Ho Kwan Kit Ng Pak Nam             | Doo Hoi Kem Lee Ho Ching        |
| 2016 Varsavia     | Jun Mizutani         | Miu Hirano          | Masataka Morizono Yuya Oshima      | Jeon Ji-hee Yang Hae-un         |
| 2015 Varsavia     | Fan Zhendong         | Liu Shiwen          | Kristian Karlsson Mattias Karlsson | Ding Ning Zhu Yuling            |
| 2013 Spała        | Fan Zhendong         | Seo Hyo-won         | Jung Young-sik Lee Sang-su         | Jeon Ji-hee Park Seong-hye      |
| 2012 Poznań       | Wang Hao             | Ding Ning           | Kenta Matsudaira Kōki Niwa         | Cheng I-Ching Huang Yi-Hua      |
| 2011 Władysławowo | Lee Sang-su          | Wu Yang             | Mattias Karlsson Robert Svensson   | Guo Yue Li Xiaodan              |
| 2010 Varsavia     | Uladzimir Samsonaŭ   | Li Jiao             | Marcos Freitas Andrej Gacina       | Haruna Fukuoka Reiko Hiura      |
| 2009 Varsavia     | Timo Boll            | Fan Ying            | Kim Jung-hoon Oh Sang-eun          | Fan Ying Wu Yang                |
| 2008 Varsavia     | Timo Boll            | Feng Tianwei        | Lucjan Błaszczyk Wang Zeng Yi      | Daniela Dodean Elizabeta Samara |
| 2006 Varsavia     | Timo Boll            | Li Qian             | Lucjan Błaszczyk Wang Zeng Yi      | Sayaka Hirano Reiko Hiura       |
| 2004 Varsavia     | Timo Boll            | Lau Sui Fei         | Timo Boll Christian Süß            | An Konishi Li Jiao              |
| 2002 Varsavia     | Ma Lin               | Zhang Yining        | Qin Zhijian Wang Liqin             | Li Nan Zhang Yining             |
| 2000 Varsavia     | Liu Guozheng         | Zhang Yining        | Liu Guozheng Ma Lin                | Zhang Yingying Zhang Yining     |
| 1997 Danzica      | Wenguan Johnny Huang | Jing Tian-Zörner    | Karl Jindrak Werner Schlager       | Ni Xialian Peggy Regenwetter    |

## Open del Portogallo ITTF
| Anno Luogo   | Singolare maschile | Singolare femminile | Doppio maschile             | Doppio femminile         |
| ------------ | ------------------ | ------------------- | --------------------------- | ------------------------ |
| 2020 Lisbona | Qiu Dang           | Kasumi Ishikawa     | Diogo Carvalho Joao Geraldo | Satsuki Odo Saki Shibata |
| 2019 Lisbona | Liang Jingkun      | Hina Hayata         | Cao Wei Xu Yingbin          | Fan Siqi Yang Huijing    |

## Open del Qatar ITTF
| Anno Luogo | Singolare maschile | Singolare femminile | Doppio maschile                   | Doppio femminile                      |
| ---------- | ------------------ | ------------------- | --------------------------------- | ------------------------------------- |
| 2020 Doha  | Fan Zhendong       | Chen Meng           | Ma Long Xu Xin                    | Zhu Yuling Wang Manyu                 |
| 2019 Doha  | Ma Long            | Wang Manyu          | Ho Kwan Kit Wong Chun Ting        | Sun Yingsha Wang Manyu                |
| 2018 Doha  | Fan Zhendong       | Liu Shiwen          | Fan Zhendong Xu Xin               | Chen Ke Wang Manyu                    |
| 2017 Doha  | Ma Long            | Chen Meng           | Masataka Morizono Yuya Oshima     | Chen Meng Wang Manyu                  |
| 2016 Doha  | Ma Long            | Liu Shiwen          | Fan Zhendong Zhang Jike           | Ding Ning Liu Shiwen                  |
| 2015 Doha  | Uladzimir Samsonaŭ | Elizabeta Samara    | Marcos Freitas Andrej Gacina      | Jiang Huajun Tie Yana                 |
| 2014 Doha  | Xu Xin             | Hu Limei            | Cho Eon-Rae Seo Hyun-Deok         | Lee Ho Ching Ng Wing Nam              |
| 2013 Doha  | Ma Long            | Ding Ning           | Wang Hao Yan An                   | Ding Ning Li Xiaoxia                  |
| 2012 Doha  | Xu Xin             | Chen Meng           | Ma Lin Xu Xin                     | Li Xiaodan Wen Jia                    |
| 2011 Doha  | Xu Xin             | Liu Shiwen          | Wang Liqin Xu Xin                 | Guo Yue Li Xiaoxia                    |
| 2010 Doha  | Wang Liqin         | Guo Yue             | Ma Lin Wang Hao                   | Ding Ning Liu Shiwen                  |
| 2009 Doha  | Timo Boll          | Zhang Yining        | Ma Long Xu Xin                    | Guo Yue Zhang Yining                  |
| 2008 Doha  | Ma Lin             | Zhang Yining        | Chen Qi Ma Lin                    | Guo Yue Zhang Yining                  |
| 2007 Doha  | Ma Lin             | Li Xiaoxia          | Cho Eon-Rae Lee Jung-Woo          | Li Xiaoxia Wang Nan                   |
| 2006 Doha  | Wang Liqin         | Zhang Yining        | Wang Hao Wang Liqin               | Wang Nan Zhang Yining                 |
| 2005 Doha  | Wang Liqin         | Zhang Yining        | Kong Linghui Wang Hao             | Guo Yue Niu Jianfeng                  |
| 2003 Doha  | Uladzimir Samsonaŭ | Tamara Boroš        | Kallinikos Kreangka Jörg Roßkopf  | Tatyana Logatzkaya Veronika Pavlovich |
| 2002 Doha  | Jean-Michel Saive  | Wang Nan            | Wang Liqin Yan Sen                | Li Jia Niu Jianfeng                   |
| 2001 Doha  | Zoran Primorac     | Kim Hyon-Hui        | Chang Yen-Shu Chiang Peng-Lung    | Kim Moo-kyo Ryu Ji-hye                |
| 1999 Doha  | Zoran Primorac     | Jing Tian-Zörner    | Chang Yen-Shu Chiang Peng-Lung    | Csilla Bátorfi Krisztina Tóth         |
| 1998 Doha  | Zoran Primorac     | Li Ju               | Wang Liqin Yan Sen                | Li Ju Wang Nan                        |
| 1997 Doha  | Jan-Ove Waldner    | non disputato       | Koji Matsushita Hiroshi Shibutani | non disputato                         |

## Open della Repubblica Ceca ITTF
| Anno Luogo   | Singolare maschile | Singolare femminile | Doppio maschile                  | Doppio femminile             |
| ------------ | ------------------ | ------------------- | -------------------------------- | ---------------------------- |
| 2019 Olomouc | Lin Yun-Ju         | Chen Xingtong       | Cho Dae-seong Lee Sang-su        | Gu Yuting Mu Zi              |
| 2018 Olomouc | Zheng Peifeng      | Kasumi Ishikawa     | Patrick Franziska Jonathan Groth | Liu Gaoyang Zhang Rui        |
| 2017 Olomouc | Tomokazu Harimoto  | Mima Ito            | Patrick Franziska Jonathan Groth | Mima Ito Hina Hayata         |
| 2016 Olomouc | Yuto Muramatsu     | Yang Xiaoxin        | Cho Eon-Rae Park Jeong-Woo       | Matilda Ekholm Georgina Pota |
| 2015 Olomouc | Wong Chun Ting     | Ai Fukuhara         | Par Gerell Jon Persson           | Jeon Ji-hee Yang Hae-un      |
| 2014 Olomouc | Marcos Freitas     | Elizabeta Samara    | Masataka Morizono Yuka Oshima    | Ai Fukuhara Misako Wakamiya  |
| 2013 Olomouc | Masato Shiono      | Viktoria Pavlovich  | Robert Floras Pawel Fertikowski  | Linda Creemers Li Jiao       |
| 2012 Olomouc | Christian Süß      | Liu Jia             | Lee Sang-su Seo Hyun-Deok        | Hiroko Fujii Misako Wakamiya |
| 1999 Praga   | Chiang Peng-Lung   | Otilia Bădescu      | Karl Jindrak Werner Schlager     | Chen Jing Xu Jing            |

## Open di Russia ITTF
| Anno Luogo           | Singolare maschile  | Singolare femminile | Doppio maschile                        | Doppio femminile              |
| -------------------- | ------------------- | ------------------- | -------------------------------------- | ----------------------------- |
| 2014 Ekaterinburg    | Kōki Niwa           | Kasumi Ishikawa     | Tang Peng Wong Chun Ting               | Sayaka Hirano Kasumi Ishikawa |
| 2013 Ekaterinburg    | Kazuhiro Chan       | Ding Ning           | Alexey Liventsov Mikhail Paikov        | Ding Ning Liu Shiwen          |
| 2012 Ekaterinburg    | Xu Xin              | Feng Yalan          | Fang Bo Xu Xin                         | Chang Chenchen Rao Jingwen    |
| 2007 San Pietroburgo | Chen Qi             | Chang Chenchen      | Ko Lai Chak Li Ching                   | Li Nan Peng Luyang            |
| 2006 San Pietroburgo | Hou Yingchao        | Li Jiawei           | Hou Yingchao Lin Ju                    | Li Jiawei Sun Beibei          |
| 2005 San Pietroburgo | Uladzimir Samsonaŭ  | Krisztina Tóth      | Werner Schlager Aleksandar Karakašević | Georgina Póta Krisztina Tóth  |
| 2004 San Pietroburgo | Kallinikos Kreangka | Tie Yana            | Peter Franz Kallinikos Kreangka        | Song Ah Sim Tie Yana          |

## Open di Serbia ITTF
| Anno Luogo    | Singolare maschile | Singolare femminile | Doppio maschile                       | Doppio femminile                          |
| ------------- | ------------------ | ------------------- | ------------------------------------- | ----------------------------------------- |
| 2019 Belgrado | Paul Drinkhall     | Hina Hayata         | Diogo Carvalho Joao Geraldo           | Ng Wing Nam Soo Wai Yam Minnie            |
| 2006 Belgrado | Kaii Yoshida       | Sayaka Hirano       | Andrei Filimon Aleksandar Karakašević | Nikoleta Stefanova Wenling Tan Monfardini |
| 1998 Belgrado | Jörgen Persson     | Lin Ling            | Ma Lin Qin Zhijian                    | Lin Ling Sun Jin                          |
| 1997 Belgrado | Liu Guoliang       | Niu Jianfeng        | Wang Liqin Yan Sen                    | Cheng Hongxia Wang Hui                    |
| 1996 Belgrado | Jan-Ove Waldner    | Li Ju               | Thomas Von Scheele Jan-Ove Waldner    | Li Ju Wang Nan                            |

## Open di Singapore ITTF
| Anno Luogo     | Singolare maschile | Singolare femminile | Doppio maschile | Doppio femminile      |
| -------------- | ------------------ | ------------------- | --------------- | --------------------- |
| 2008 Singapore | Ma Long            | Li Xiaoxia          | Chen Qi Li Ping | Li Jiawei Sun Beibei  |
| 2006 Singapore | Ma Lin             | Zhang Yining        | Chen Qi Ma Lin  | Wang Nan Zhang Yining |
| 2004 Singapore | Wang Liqin         | Zhang Yining        | Chen Qi Ma Lin  | Guo Yue Niu Jianfeng  |

## Open di Slovenia ITTF
| Anno Luogo   | Singolare maschile | Singolare femminile | Doppio maschile                  | Doppio femminile                   |
| ------------ | ------------------ | ------------------- | -------------------------------- | ---------------------------------- |
| 2019 Otočec  | Wei Shihao         | Georgina Pota       | Eric Jouti Gustavo Tsuboi        | Miyuu Kihara Miyu Nagasaki         |
| 2018 Otočec  | Mizuki Oikawa      | Miyu Kato           | Marek Badowski Patryk Zatowka    | Ng Wing Nam Soo Wai Yam Minnie     |
| 2017 Otočec  | Bastian Steger     | Hitomi Sato         | Choi Won-jin Lee Jung-Woo        | Matilda Ekholm Georgina Pota       |
| 2016 Otočec  | Jun Mizutani       | Feng Tianwei        | Ho Kwan Kit Wong Chun Ting       | Maria Dolgikh Polina Mikhailova    |
| 2012 Velenje | Zhang Jike         | Ding Ning           | Ma Long Zhang Jike               | Ding Ning Guo Yan                  |
| 2011 Velenje | Xu Xin             | Wu Yang             | Wang Hao Zhang Jike              | Guo Yue Li Xiaoxia                 |
| 2010 Velenje | Lee Sang-su        | Li Qian             | Alexander Shibaev Alexey Smirnov | Viktoria Pavlovich Svetlana Ganina |
| 2009 Velenje | Hao Shuai          | Cao Zhen            | Xu Xin Zhang Chao                | Cao Zhen Fan Ying                  |
| 2008 Velenje | Uladzimir Samsonaŭ | Li Jiao             | Chang Yen-Shu Chiang Peng-Lung   | Irina Kotikhina Li Jie             |
| 2007 Velenje | Wang Hao           | Guo Yue             | Chen Qi Wang Liqin               | Guo Yan Zhang Yining               |
| 2006 Velenje | Wang Hao           | Guo Yue             | Hao Shuai Ma Long                | Guo Yue Li Xiaoxia                 |
| 2005 Velenje | Fedor Kuzmin       | Li Jiawei           | Ko Lai Chak Li Ching             | Tie Yana Zhang Rui                 |

## Open di Spagna ITTF
| Anno Luogo       | Singolare maschile    | Singolare femminile | Doppio maschile               | Doppio femminile                   |
| ---------------- | --------------------- | ------------------- | ----------------------------- | ---------------------------------- |
| 2020 Granada     | Kirill Gerassimenko   | Honoka Hashimoto    | Nima Alamian Noshad Alamiyan  | Satsuki Odo Saki Shibata           |
| 2019 Guadalajara | Zhai Yujia            | Miyu Kato           | Kilian Ort Qiu Dang           | Stephanie Loeuillette Yuan Jia Nan |
| 2018 Guadalajara | Kim Minh-Yeok         | Saki Shibata        | An Jae-hyun Cho Seung-min     | Honoka Hashimoto Hitomi Sato       |
| 2017 Almería     | Sathiyan Gnanasekaran | Hina Hayata         | Cho Seung-min Park Gang-hyeon | Jeon Ji-hee Yang Hae-un            |
| 2015 Almería     | Maharu Yoshimura      | Jeon Ji-hee         | He Zhiwen Carlos Machado      | Ai Fukuhara Misako Wakamiya        |
| 2014 Almería     | Paul Drinkhall        | Li Fen              | Tang Peng Wong Chun Ting      | Miu Hirano Mima Ito                |
| 2013 Almería     | Cazuo Matsumoto       | Jiang Huajun        | non disputato                 | non disputato                      |
| 2012 Almería     | Chuan Chih-Yuan       | Kim Kyung-ah        | Kenji Matsudaira Jun Mizutani | Kim Kyung-ah Park Mi-young         |
| 2011 Almería     | Oh Sang-eun           | Sayaka Hirano       | Lee Jung-Woo Oh Sang-eun      | Jiang Huajun Tie Yana              |

## Open degli Stati Uniti ITTF
| Anno Luogo           | Singolare maschile | Singolare femminile | Doppio maschile                 | Doppio femminile                      |
| -------------------- | ------------------ | ------------------- | ------------------------------- | ------------------------------------- |
| 2013 Las Vegas       | Eugene Wang        | Megumi Abe          | non disputato                   | non disputato                         |
| 2005 Fort Lauderdale | Oh Sang-eun        | Li Jiawei           | Lee Jung-Woo Oh Sang-eun        | Tie Yana Zhang Rui                    |
| 2004 Chicago         | Ryu Seung-min      | Li Jiawei           | Lee Chul-seung Ryu Seung-min    | Liu Jia Wang Chen                     |
| 2002 Fort Lauderdale | Ma Lin             | Zhang Yining        | Kong Linghui Ma Lin             | Li Nan Zhang Yining                   |
| 2001 Fort Lauderdale | Liu Guozheng       | Niu Jianfeng        | Chiang Peng-Lung Chang Yen-Shu  | Bai Yang Niu Jianfeng                 |
| 2000 Fort Lauderdale | Wang Liqin         | Wang Nan            | Kong Linghui Liu Guoliang       | Chen Jing Xu Jing                     |
| 1998 Houston         | Jean-Michel Saive  | Ni Xialian          | Cheng Yinghua Jean-Michel Saive | Keiko Okazaki Aya Umemura             |
| 1997 Fort Lauderdale | Kong Linghui       | Wang Nan            | Lee Chul-seung Oh Sang-eun      | Lee Eun-sil Ryu Ji-hye                |
| 1996 Fort Lauderdale | Vasile Florea      | Lee Eun-sil         | Karl Jindrak Werner Schlager    | Xiaowen Barbara Chiu-Chen Geng Lijuan |

## Open di Svezia ITTF
| Anno Luogo       | Singolare maschile | Singolare femminile | Doppio maschile                     | Doppio femminile           |
| ---------------- | ------------------ | ------------------- | ----------------------------------- | -------------------------- |
| 2019 Stoccolma   | Wang Chuqin        | Chen Meng           | Fan Zhendong Xu Xin                 | Chen Meng Ding Ning        |
| 2018 Stoccolma   | Fang Zhendong      | Mima Ito            | Liao Cheng-Ting Lin Yun-Ju          | Chen Xingtong Sun Yingsha  |
| 2017 Stoccolma   | Xu Xin             | Chen Xingtong       | Fang Zhendong Xu Xin                | Hina Hayata Mima Ito       |
| 2016 Stoccolma   | Yuya Oshima        | Kasumi Ishikawa     | Hugo Calderano Gustavo Tsuboi       | Cheng I-Ching Lee I-Chen   |
| 2015 Stoccolma   | Fan Zhendong       | Mu Zi               | Fang Bo Xu Xin                      | Chen Meng Mu Zi            |
| 2014 Stoccolma   | Fan Zhendong       | Zhu Yuling          | Yan An Wang Hao                     | Liu Shiwen Zhu Yuling      |
| 2013 Stoccolma   | Yan An             | Chen Meng           | Jens Lundqvist Xu Xin               | Li Xiaodan Mu Zi           |
| 2012 Helsingborg | Hampus Nordberg    | Kim Song I          | non disputato                       | non disputato              |
| 2011 Stoccolma   | Ma Long            | Guo Yan             | Wang Liqin Yan An                   | Guo Yan Guo Yue            |
| 2007 Stoccolma   | Wang Hao           | Li Xiaoxia          | Ma Long Wang Hao                    | Kim Kyung-ah Park Mi-young |
| 2005 Göteborg    | Timo Boll          | Cao Zhen            | Oh Sang-eun Lee Jung-Woo            | Tie Yana Zhang Rui         |
| 2003 Malmö       | Wang Liqin         | Zhang Yining        | Wang Hao Ma Lin                     | Guo Yue Niu Jianfeng       |
| 2001 Skövde      | Wang Liqin         | Guo Yan             | Wang Liqin Yan Sen                  | Bai Yang Yang Ying         |
| 2000 Umeå        | Liu Guozheng       | Zhang Yining        | Liu Guozheng Ma Lin                 | Bai Yang Niu Jianfeng      |
| 1999 Karlskrona  | Wang Liqin         | Sun Jin             | Patrick Chila Jean-Philippe Gatien  | Sun Jin Yang Ying          |
| 1998 Sundsvall   | Damien Eloi        | Qianhong Gotsch-He  | Ma Lin Qin Zhijian                  | Lin Ling Sun Jing          |
| 1997 Kalmar      | Uladzimir Samsonaŭ | Wang Hui            | Lucjan Błaszczyk Tomasz Krzeszewski | Kim Moo-kyo Park Hae-jung  |
| 1996 Borås       | Jörgen Persson     | Deng Yaping         | Ma Wenge Wang Tao                   | Deng Yaping Yang Ying      |

## Open di Taiwan ITTF
| Anno Luogo  | Singolare maschile | Singolare femminile | Doppio maschile                  | Doppio femminile        |
| ----------- | ------------------ | ------------------- | -------------------------------- | ----------------------- |
| 2007 Taipei | Uladzimir Samsonaŭ | Li Jiawei           | Christian Süß Dimitrij Ovtcharov | Shen Yanfei Gao Jun     |
| 2006 Taipei | Oh Sang-eun        | Tie Yana            | Lee Jin-Kwon Ryu Seung-min       | Ai Fujinuma Ai Fukuhara |
| 2005 Taipei | Lee Jung-Woo       | Gao Jun             | Ko Lai Chak Li Ching             | Shen Yanfei Gao Jun     |

## Open di Thailandia ITTF
| Anno Luogo   | Singolare maschile | Singolare femminile | Doppio maschile            | Doppio femminile                     |
| ------------ | ------------------ | ------------------- | -------------------------- | ------------------------------------ |
| 2019 Bangkok | Ruwen Filus        | Hitomi Sato         | Ruwen Filus Steffen Mengel | Satsuki Odo Saki Shibata             |
| 2018 Bangkok | Xu Ruifeng         | Liu Shiwen          | Tobias Hippler Kilian Ort  | Orawan Paranang Suthasini Sawettabut |
| 2017 Bangkok | Jin Ueda           | Hitomi Sato         | Kenji Matsudahira Jin Ueda | Honoka Hashimoto Hitomi Sato         |

## Open d'Ungheria ITTF
| Anno Luogo       | Singolare maschile | Singolare femminile | Doppio maschile                    | Doppio femminile             |
| ---------------- | ------------------ | ------------------- | ---------------------------------- | ---------------------------- |
| 2020 Budapest    | Tomokazu Harimoto  | Mima Ito            | Benedikt Duda Patrick Franziska    | Miu Hirano Kasumi Ishikawa   |
| 2019 Budapest    | Lin Gaoyuan        | Chen Meng           | Liang Jingkun Xu Xin               | Wang Manyu Zhu Yuling        |
| 2018 Budapest    | Fang Zhendong      | Wang Manyu          | Fang Zhendong Yu Ziyang            | Chen Xingtong Sun Yingsha    |
| 2017 Budapest    | Yan An             | Chen Xingtong       | Fang Bo Zhou Yu                    | Chen Xingtong Li Jiayi       |
| 2016 Budapest    | Chuang Chih-Yuan   | Tie Yana            | Chuang Chih-Yuan Huang Sheng-Sheng | Jeon Ji-hee Yang Hae-un      |
| 2015 Budapest    | Jiang Tianyi       | Misako Wakamiya     | Jeong Sang-eun Lee Sang-su         | Sofia Polcanova Amelie Solja |
| 2014 Szombathely | Daniel Habesohn    | Liu Jia             | non disputato                      | non disputato                |
| 2012 Budapest    | Ma Long            | Liu Shiwen          | Chen Qi Ma Lin                     | Ding Ning Liu Shiwen         |
| 2010 Budaörs     | Jun Mizutani       | Tie Yana            | Kenta Matsudaira Kōki Niwa         | Ai Fukuhara Kasumi Ishikawa  |